# Profilservice
Profilservice A/S er en dansk rengøringskoncern med hovedkvarter i Brøndby. De udfører alle former for rengøring og vinduespolering. I 2024 havde de ca. 500 ansatte. 
Profilservice blev etableret i 1992. I dag er de ejet af Den Sociale Kapitalfond Invest samt Per Nielsen og Steen Meedom.